# Maria Letizia Bonaparte
Maria Letizia Bonaparte (nome completo Marie Letitia Eugenie Catherine Adelaide Bonaparte; Parigi, 20 dicembre 1866 – Moncalieri, 25 ottobre 1926) è stata una principessa francese della famiglia Bonaparte, consorte di Amedeo di Savoia (1845-1890).

## Biografia

### Infanzia
La principessa Maria Letizia nacque a Parigi durante gli ultimi anni del secondo impero francese. Nella sua infanzia e nella sua gioventù visse tra la Francia e l'Italia, dove sua madre Maria Clotilde di Savoia si era ritirata per dedicarsi alla religione e alle opere pie. Suo padre era il principe Napoleone Giuseppe Carlo Paolo Bonaparte (1822-1891), figlio di Girolamo Bonaparte (1784-1860), fratello minore di Napoleone Bonaparte, e della principessa Caterina di Württemberg (1783-1835). L'imperatore Napoleone III era cugino di primo grado di suo padre.
La madre Maria Clotilde era figlia del re Vittorio Emanuele II di Savoia (1820-1878) e dell'arciduchessa Maria Adelaide d'Asburgo-Lorena (1822-1855). 

### Matrimonio
Giunta a Firenze, dove doveva conoscere il suo promesso sposo, il cugino Emanuele Filiberto di Savoia-Aosta, ci fu un cambiamento di programmi e il matrimonio venne combinato invece con il padre, Amedeo di Savoia, che aveva regnato qualche tempo prima in Spagna come Amedeo I di Spagna. Lo sposo era vedovo della prima moglie Maria Vittoria dal Pozzo della Cisterna.
Il matrimonio diede grande scandalo nella corte italiana per la differenza di età tra i coniugi, che era di ventidue anni, e per il fatto che Amedeo era fratello della madre di Letizia, essendo figlio di Vittorio Emanuele II e di Maria Adelaide d'Asburgo-Lorena. Nel 1888 i fidanzati ottennero la necessaria dispensa papale e si sposarono a Torino l'11 settembre dello stesso anno.
Maria Letizia venne descritta dai contemporanei come una donna ribelle e poco osservante del protocollo, di personalità vivace e allegra. Particolarmente curiosa delle novità tecniche dell'epoca, era una assidua frequentatrice delle corse automobilistiche, spesso in veste di madrina dei circuiti, dove metteva in palio la Coppa Salemi per il pilota che avesse dimostrato la migliore regolarità in gara.

### Ultimi anni
Rimasta vedova dopo un anno e mezzo di matrimonio, Maria Letizia ebbe, a partire dal 1907, una aperta e scandalosa relazione con un ufficiale di ventuno anni più giovane di lei, il quale, alla morte della principessa, avvenuta nel castello di Moncalieri il 25 ottobre 1926, risultò essere erede universale di tutti i suoi beni.
Venne sepolta nella cripta reale della basilica di Superga, a Torino.

## Discendenza
Dalle nozze tra Maria Letizia e Amedeo di Savoia nacque un unico figlio:
- Umberto di Savoia-Aosta, conte di Salemi, nato il 22 giugno del 1889 e morto il 19 ottobre del 1918 vittima dell'influenza spagnola.

## Ascendenza
|                                     |                         |                                      | Genitori                                             |  |  | Nonni |  |  | Bisnonni               |  |  | Trisnonni                 |  |
|                                     |                         |                                      |                                                      |  |  |       |  |  | Carlo Maria Buonaparte |  |  | Giuseppe Maria Buonaparte |  |
|                                     |                         |                                      |                                                      |  |  |       |  |  | Carlo Maria Buonaparte |  |  | Giuseppe Maria Buonaparte |  |
|                                     |                         | Maria Saveria Paravicini             |                                                      |  |  |       |  |  | Carlo Maria Buonaparte |  |  |                           |  |
| Girolamo Bonaparte, Re di Vestfalia |                         |                                      |                                                      |  |  |       |  |  | Carlo Maria Buonaparte |  |  |                           |  |
|                                     |                         | Maria Letizia Ramolino               | Giovanni Geronimo Ramolino                           |  |  |       |  |  |                        |  |  |                           |  |
|                                     |                         | Maria Letizia Ramolino               | Giovanni Geronimo Ramolino                           |  |  |       |  |  |                        |  |  |                           |  |
|                                     |                         | Maria Letizia Ramolino               | Angela Maria Pietrasanta                             |  |  |       |  |  |                        |  |  |                           |  |
| Napoleone Giuseppe Bonaparte        |                         | Maria Letizia Ramolino               |                                                      |  |  |       |  |  |                        |  |  |                           |  |
|                                     |                         | Federico I di Württemberg            | Federico II Eugenio di Württemberg                   |  |  |       |  |  |                        |  |  |                           |  |
|                                     |                         | Federico I di Württemberg            | Federico II Eugenio di Württemberg                   |  |  |       |  |  |                        |  |  |                           |  |
|                                     |                         | Federico I di Württemberg            | Federica Dorotea di Brandeburgo-Schwedt              |  |  |       |  |  |                        |  |  |                           |  |
| Caterina di Württemberg             |                         | Federico I di Württemberg            |                                                      |  |  |       |  |  |                        |  |  |                           |  |
|                                     |                         | Augusta di Brunswick-Wolfenbüttel    | Carlo Guglielmo Ferdinando di Brunswick-Wolfenbüttel |  |  |       |  |  |                        |  |  |                           |  |
|                                     |                         | Augusta di Brunswick-Wolfenbüttel    | Carlo Guglielmo Ferdinando di Brunswick-Wolfenbüttel |  |  |       |  |  |                        |  |  |                           |  |
|                                     |                         | Augusta di Brunswick-Wolfenbüttel    | Augusta di Hannover                                  |  |  |       |  |  |                        |  |  |                           |  |
| Maria Letizia Bonaparte             |                         | Augusta di Brunswick-Wolfenbüttel    |                                                      |  |  |       |  |  |                        |  |  |                           |  |
|                                     | Carlo Alberto di Savoia | Carlo Emanuele di Savoia-Carignano   |                                                      |  |  |       |  |  |                        |  |  |                           |  |
|                                     | Carlo Alberto di Savoia | Carlo Emanuele di Savoia-Carignano   |                                                      |  |  |       |  |  |                        |  |  |                           |  |
|                                     | Carlo Alberto di Savoia | Maria Cristina di Sassonia           |                                                      |  |  |       |  |  |                        |  |  |                           |  |
| Vittorio Emanuele II di Savoia      | Carlo Alberto di Savoia |                                      |                                                      |  |  |       |  |  |                        |  |  |                           |  |
|                                     |                         | Maria Teresa d'Asburgo-Lorena        | Ferdinando III di Toscana                            |  |  |       |  |  |                        |  |  |                           |  |
|                                     |                         | Maria Teresa d'Asburgo-Lorena        | Ferdinando III di Toscana                            |  |  |       |  |  |                        |  |  |                           |  |
|                                     |                         | Maria Teresa d'Asburgo-Lorena        | Luisa Maria Amalia di Borbone-Napoli                 |  |  |       |  |  |                        |  |  |                           |  |
| Maria Clotilde di Savoia            |                         | Maria Teresa d'Asburgo-Lorena        |                                                      |  |  |       |  |  |                        |  |  |                           |  |
|                                     |                         | Ranieri Giuseppe d'Asburgo-Lorena    | Leopoldo II d'Asburgo-Lorena                         |  |  |       |  |  |                        |  |  |                           |  |
|                                     |                         | Ranieri Giuseppe d'Asburgo-Lorena    | Leopoldo II d'Asburgo-Lorena                         |  |  |       |  |  |                        |  |  |                           |  |
|                                     |                         | Ranieri Giuseppe d'Asburgo-Lorena    | Maria Luisa di Borbone-Spagna                        |  |  |       |  |  |                        |  |  |                           |  |
| Maria Adelaide d'Asburgo-Lorena     |                         | Ranieri Giuseppe d'Asburgo-Lorena    |                                                      |  |  |       |  |  |                        |  |  |                           |  |
|                                     |                         | Maria Elisabetta di Savoia-Carignano | Carlo Emanuele di Savoia-Carignano                   |  |  |       |  |  |                        |  |  |                           |  |
|                                     |                         | Maria Elisabetta di Savoia-Carignano | Carlo Emanuele di Savoia-Carignano                   |  |  |       |  |  |                        |  |  |                           |  |
|                                     |                         | Maria Elisabetta di Savoia-Carignano | Maria Cristina di Sassonia                           |  |  |       |  |  |                        |  |  |                           |  |
|                                     |                         | Maria Elisabetta di Savoia-Carignano |                                                      |  |  |       |  |  |                        |  |  |                           |  |

## Titoli e trattamento
- 20 novembre 1866 – 11 settembre 1888: Sua altezza imperiale e reale Maria Letizia Bonaparte, principessa di Francia
- 11 settembre 1888 – 18 gennaio 1890: Sua altezza imperiale e reale Maria Letizia di Savoia, duchessa d'Aosta
- 18 gennaio 1890 – 26 ottobre 1926: Sua altezza imperiale e reale, la Duchessa vedova d'Aosta